# Qingshui
För andra betydelser, se Qingshui (olika betydelser).
Qingshui, tidigare stavat Tsingshui, är ett härad i Tianshuis stad på prefekturnivå i provinsen Gansu i nordvästra Kina.
Qingshui är indelat i 15 köpingar (zhen) och tre  socknar (xiang)
Köpingar (zhen):

- Baisha (白沙镇)
- Baituo (白驼镇)
- Caochuanpu (草川铺镇)
- Guochuan (郭川镇)
- Hongbao (红堡镇)
- Huangmen (黄门镇)
- Jinji (金集镇)
- Longdong (陇东镇)
- Qinting (秦亭镇)
- Shanmen (山门镇)
- Songshu (松树镇)
- Tumen (土门镇)
- Wanghe (王河镇)
- Yongqing (永清镇)
- Yuanmen (远门镇)

Socknar (xiang):

- Fengwang (丰望乡)
- Jiachuan (贾川乡)
- Xincheng (新城乡)